# Winterbeek (Bilzen-Hoeselt)
De Winterbeek is een beek in Vochtig-Haspengouw die ontspringt ten westen van Hoeselt, stroomt langs Romershoven en door Beverst, om iets ten noordwesten van dit dorp in de Demer uit te monden.
Langs het beekje ligt onder meer het natuurgebied Schuylenborgh.